# Noworepiwka
Noworepiwka (ukr. Новорепівка) – wieś na Ukrainie, w obwodzie chersońskim, w rejonie heniczeskim, w hromadzie Nowotrojićke. W 2001 liczyła 368 mieszkańców, spośród których 280 wskazało jako ojczysty język ukraiński, 78 rosyjski, 1 mołdawski, a 9 ormiański.